# Schurken in Power Rangers: S.P.D.
De fictieve schurken uit de Power Rangers serie Power Rangers: S.P.D. waren leden van het Troobian Keizerrijk, een oorlogszuchtig leger onder leiding van Emperor Gruumm. De term Troobian refereert aan elk wezen dat Guumm dient.

## Omni
De ware leider van de Troobians. Hij is een enorm brein in een tank aan boord van Guumms schip. Er werd in de serie een paar maal over hem gesproken, maar aan het eind van de aflevering Insomnia kwam hij eindelijk in beeld. Zijn naam werd onthuld in Endings, Part 1.
De reden dat Omni de Aarde aanviel was om de grondstoffen te bemachtigen voor een wapen dat hij The Magnificence noemde: een biomechanisch lichaam voor zichzelf dat Gruumm maakte met de gestolen spullen. Deze Magnificence verscheen in de finale en vocht tegen de S.W.A.T. Megazord. Hij leek gemakkelijk te winnen, totdat Doggie Cruger een luik opened waardoor de Megazord bij de binnenkant van de Magnificence kon. Het wapen ontplofte met Omni nog aan boord.
Omni beschikte over psychische krachten en kon Gruumm van afstand bevelen en pijnigen, en mensen tot zijn slaaf maken. Als de Magnificence is hij vele malen groter dan de megazord. Het is niet bekend waar Omni vandaan kwam en hoelang hij al controle had over Gruumm.
Zijn stem werd gedaan door Geoff Dolan.

## Emperor Gruumm
Emperor Gruumm is de leider (technische gezien tweede bevelhebber) van de Troobians, een criminele organisatie die andere planeten veroverd en leegrooft van al hun grondstoffen. Gruumm is meedogenloos en laat niemand hem tegenhouden. Jaren terug viel hij de planeet sirius aan, de thuisplaneet van Doggie Cruger. Hij vocht toen tegen Cruger, die een van Gruumms horens afhakte. Sindsdien heeft Gruumm een vete tegen Doggie. Deze vete laaide weer op toen Gruumm in 2025 de Aarde aanviel.
Gruumms hoofdzakelijk strategie is een planeet in een keer overmeesteren met een grootse aanval, de planeet meteen leegplunderen van al zijn grondstoffen, en de planeet vervolgens opblazen. Hij gebruikte deze techniek ook in de helixnevel om de A-Squad rangers naar hem toe te lokken. Zijn techniek toont dat levens geen waarde voor hem hebben. Waarom hij niet dezelfde techniek toepaste op de Aarde is niet bekend.
Later in de serie bleek Gruumm zelf onder bevel te staan van Omni, die hij ook wel "the Magnificence" noemde.
Gruumm had twee vaste handlangers: Mora (later Morgana) en Broodwing. Gruumm is zelf ook een sterke krijger die gemakkelijk de B-Squad Rangers versloeg. Hij gebruikt altijd een staf die energie kan afvuren als wapen. Gruumm kan telepathie gebruiken en veranderen in een menselijke vorm.
In de climax van de serie hakte Cruger ook Gruumms andere hoorn af en arresteerde hem.
Gruumm werd gespeeld door Rene Naufahu.

## Broodwing
Broodwing was een Troobiaanse wapenhandelaar. Hij was een emotieloze crimineel die enkel om geld gaf. Hij werkte in eerste instantie voor Gruumm, maar bood zijn diensten ook aan bij andere criminelen. Broodwing voorziet zijn klanten van wapens en robots, en is de enige die de zeldzame Orangehead Krybots kan leveren. Broodwing heeft ook de macht over een zeldzaam soort vleermuizen, die een alien met hun beet tot enorm formaat kunnen laten groeien.
Toen Gruumm weigerde nog langer te betalen voor Broodwings diensten keerde deze zich tegen hem, en maakte plannen om zelf de Aarde te veroveren voordat Gruumm hier de kans toe kreeg. In de finale viel hij met drie helpers de S.P.D. basis aan en kaapte de Delta Command Megazord. Zijn plan mislukte en hij werd gearresteerd.
Zijn Dekaranger tegenhanger was de hoofdvijand uit die serie: Agent Abrella.
Zijn stem werd gedaan door Jim McLarty.

## Mora/Morgana
Morgana is een dienaar van Gruumm. Toen Gruumm Morgana vond, veranderde hij haar op haar aandringen in Mora. Aanvankelijk verscheen ze dan ook als Mora in de serie. Als Mora was ze een 10-jarige met de gave om monsters te maken via haar tekeningen. Ze had vele contacten in de criminele onderwereld. Ze was ook erg verwend en werkte Gruumm vaak op zijn zenuwen.
Toen Gruumm haar mislukkingen zat werd veranderde hij haar voor straf weer in Morgana, haar volwassen vorm. Als Morgana was ze een sterke krijger, maar ze was ervan overtuigd dat ze er als volwassene lelijk uitzag. Ze werd wanhopig om Gruumm te imponeren zodat hij haar weer jong zou maken. Ze vocht samen met twee aliens tegen de Rangers, en zou hen verslagen hebben als de Omega Ranger niet tussenbeide was gekomen. Morgana was gewapend met energieprojectie en sterke gevechtskunsten.
Toen Morgana succesvol was in het in handen krijgen van de Hymotech Synthetic Plasma van Newtech Laboratory, vervulde Gruumm haar wens en veranderde haar terug in Mora. Ze viel echter al snel onder de controle van Omni, wat haar persoonlijkheid drastische veranderde.
Cruger confronteerde haar aan boord van Gruumm’s schip tijdens de finale. Ze maakte een grote hoeveelheid monsters om hem tegen te houden, maar hij versloeg ze allemaal en arresteerde haar.
Morgana’s Dekaranger tegenhanger was Succubus, een van de drie Hells Siblings. D\haar Dekaranger versie deed echter maar in drie afleveringen mee.
Mora werd gespeeld door Olivia James-Baird. Morgana werd gespeeld door Josephine Davison.

## Criminelen
In Power Rangers: S.P.D. zijn de vijanden buitenaardse criminelen, al dan niet in dienst van Gruumm of Broodwing. Sommige van hen zijn tot leven gebrachte tekeningen van Mora. Slechts een paar criminelen groeien daadwerkelijk tot enorm formaat: de meeste gebruiken robots om te vechten. In plaats van te worden vernietigd, worden ze gearresteerd en opgesloten in datakaarten.
| - Praxis - Ringbah - Rhinix - T-Top - Hydrax - Bugglesworth - Giganus - Sinuku - Debugger - General Benaag - Drakel - Valko - Tomars - Wootox - Katana - Invador | - Changtor - Green Eyes - Shorty - Devastation - Mysticon and Al - Slate - Mirloc - Stench and Threscher - Gineka, Delapoo, and Chiaggo - Blobgoblin - One Eye - Silverhead - Professor Mooney - Bork - Herock - Dragoul I and II | - Kraw - Icthior - Spotty-Eyed Monster - Green Monster - Vine Monster - Delex - Unnamed Alien - Crabhead - Spiketor - Lazor - Cracket - Fuzzles - Demondor - Pokeymon - Jailbird - Creepy |

## Krybots
Krybots zijn de robotische soldaten van Gruumm. Ze komen in drie versies voor: de standaard Krybots, de Blueheads (die als erewachters dienen van Gruumm) en Orangeheads (die alleen via Broodwing te krijgen zijn). Alleen de Blueheads en Orangeheads waren in staat om te praten. Alle versies van de Krybots zijn gewapend met lasers, en de Orangeheads hebben ook zwaarden. In het begin waren de Orangeheads net zo’n uitdaging voor de Rangers als de normale monsters, maar later raakten de Rangers aan hen gewend en werden ze makkelijk verslagen.
De krybots zijn Amerikaanse versies van respectievelijk de Anaroids, Batsuroids, en Igaroids uit Tokusou Sentai Dekaranger.
De stemmen van de Blueheads werden gedaan door Derek Judge, en die van de Orangeheads door James Gaylyn.